# Rodebach (Maas)
Der Rodebach (niederländisch: Roode Beek) ist ein durch den Kreis Heinsberg (NRW) und die angrenzenden niederländische Provinz Limburg führendes rechtes Nebengewässer des Vloedgraaf.

## Geographie

### Verlauf
Der Rodebach, der seine Quelle einst in der Teverener Heide hatte, beginnt heute an einem Rückhaltebecken in der Nähe der Ortschaft Siepenbusch in der Stadt Übach-Palenberg. Der Bach mit einer Länge von etwa 29 Kilometern fließt in nordwestliche Richtung und dient in der Hauptsache der Oberflächenentwässerung sowie zum Hochwasserschutz bei Eis- und Schneeschmelze. Der Bachverlauf führt in nördlicher Richtung an Teveren vorbei in Richtung Gillrath, wo es nach Westen abbiegt. Auf seinem Weg regeln mehrere Biotope und Rückhaltebecken bei Hochwasser den gleichmäßigen Wasserablauf. In Stahe nimmt der Rodebach bei Flusskilometer 20,8 den zwei Kilometer langen Krümmelbach auf, der das Flughafengelände bei Teveren entwässert. Der weitere Bachverlauf ist nach Westen gerichtet, entlang der Ortschaften Gangelt und Mindergangelt. Hier erfolgt die Einmündung des niederl. Zulaufs, die Roode Beek, die in der Brunssummerheide ihren Ursprung nimmt. Weiter geht es über Süsterseel, bevor er nördlich die Orte Wehr, Tüddern, Millen und Isenbruch passiert. Kurz vor der Isenbrucher Mühle wird der 12,5 Kilometer lange Saeffeler Bach aufgenommen. Am westlichsten Punkt Deutschlands bei 51° 3′ N, 5° 52′ O verlässt der Rodebach deutsches Gebiet und mündet als „Roode Beek“ in den Vloedgraaf.

### Zuflüsse
- Fleetgraben (links), Grotenrath
- Ölgraben (links), Gillrath
- Krümmelbach (links), mit einer Länge von zwei Kilometern
- Ruischerbeekje (links)
- Roode Beek (links)
- Huiskensgraaf (links)
- Etzenradergrub (links)
- Quabeeksgrub (links)
- Saeffeler Bach (rechts), mit einer Länge von 12,5 Kilometern
- Lohgraben (rechts)

## Instandhaltung
Die Pflege und Instandhaltung des Rodebachs obliegt den jeweiligen Städten und Gemeinden als Anlieger.
- Stadt Übach-Palenberg für den Bereich: Scherpenseel und Siepenbusch.
- Stadt Geilenkirchen für den Bereich: Grotenrath, Teveren, Gillrath.
- Gemeinde Gangelt für den Bereich: Niederbusch, Stahe, Gangelt, Mindergangelt.
- Gemeinde Selfkant für den Bereich: Süsterseel, Tüddern, Wehr, Millen und Isenbruch.

## Nutzung und Wirtschaft

### Ehemalige Wassermühlen am Rodebach
Der Rodebach war in der Vergangenheit eine Lebensader für den Selfkant. Zusammen mit den Nebenbächen Krümmelbach und Saeffeler Bach wurden an ihm zwischen Stahe und Isenbruch 14 Wassermühlen betrieben. Nach dem Wiener Kongress wurde der Bach auf weite Strecken zur Grenze zwischen Deutschland und den Niederlanden.
- Engelsmühle, Rodebachstraße 33 in Gangelt-Stahe
- Platzmühle, Zur Platzmühle 22 in Gangelt-Stahe
- Mohrenmühle, Zur Mohrenmühle 11 in Gangelt
- Dahlmühle, Zur Dahlmühle 20 in Gangelt
- Brommler Mühle, Schinvelder Straße 51 in Gangelt-Mindergangelt
- Etzenrather Mühle, Etzenrather Mühle in Gangelt-Mindergangelt
- Roermolen, Molenweg in Jabeek (NL)
- Ingentaler Mühle, Pfarrer-Kreins-Straße 6 in Selfkant-Süsterseel
- Istrater Mühle, Istraten in Selfkant-Süsterseel
- Wehrer Mühle, Mühlenstraße 5 in Selfkant-Wehr
- Vollmühle Tüddern, Oligstraße 35–37 in Selfkant-Tüddern
- Kornmühle Tüddern, Sittarder Straße 1–3 in Selfkant-Tüddern
- Millener Mühlen, Zum Haus Millen in Selfkant-Millen
- Isenbrucher Mühle, Isenbrucher Mühle in Selfkant-Isenbruch

### Tourismus
Heute, nachdem die Wassermühlen den Mahlbetrieb eingestellt haben, bemüht sich die Region mit dem 700 ha umfassende Natur- und Landschaftspark Rodebach / Roode Beek beidseits der Landesgrenze als Ziel für sanften Tourismus.

## Galerie

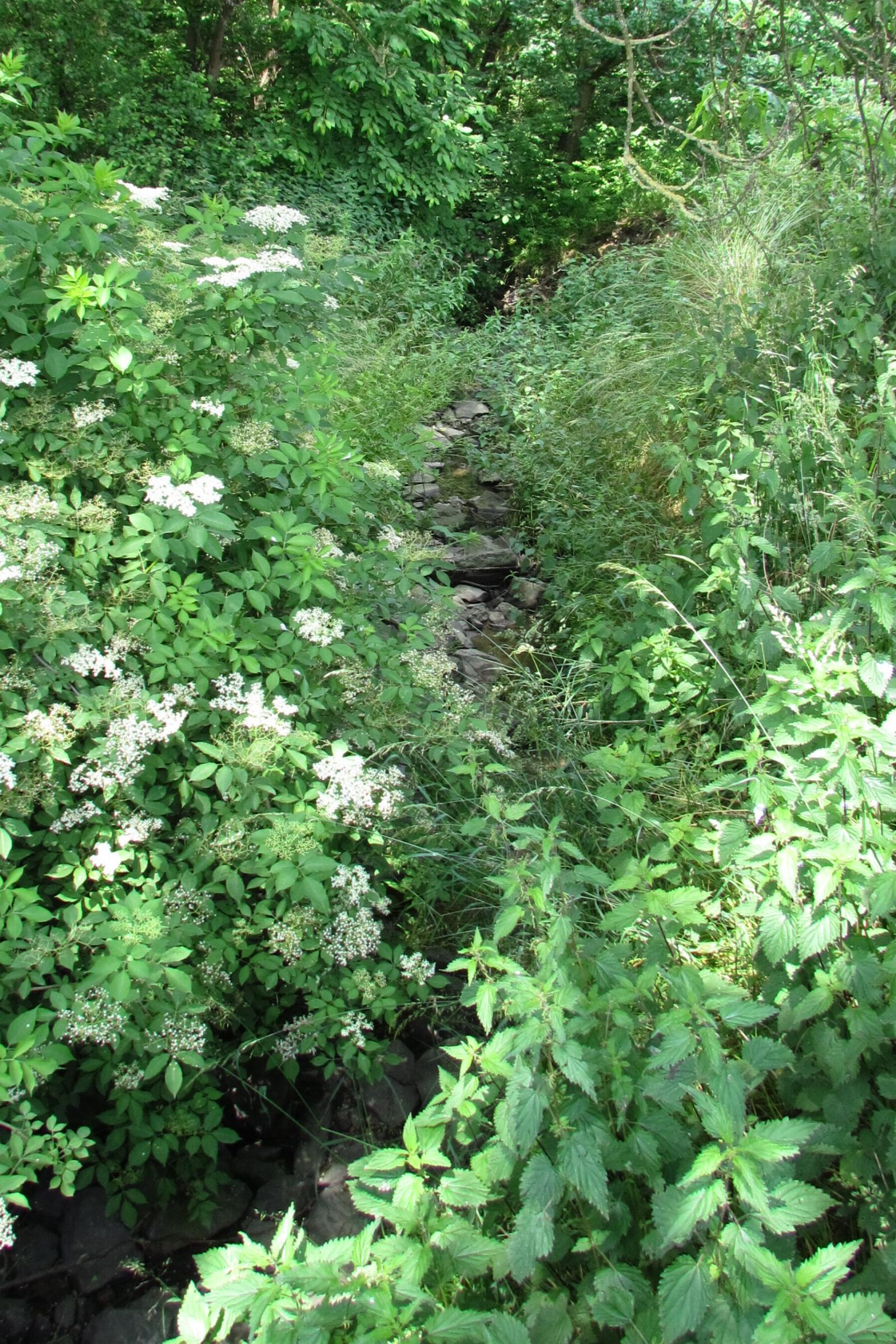
Rodebach in Siepenbusch
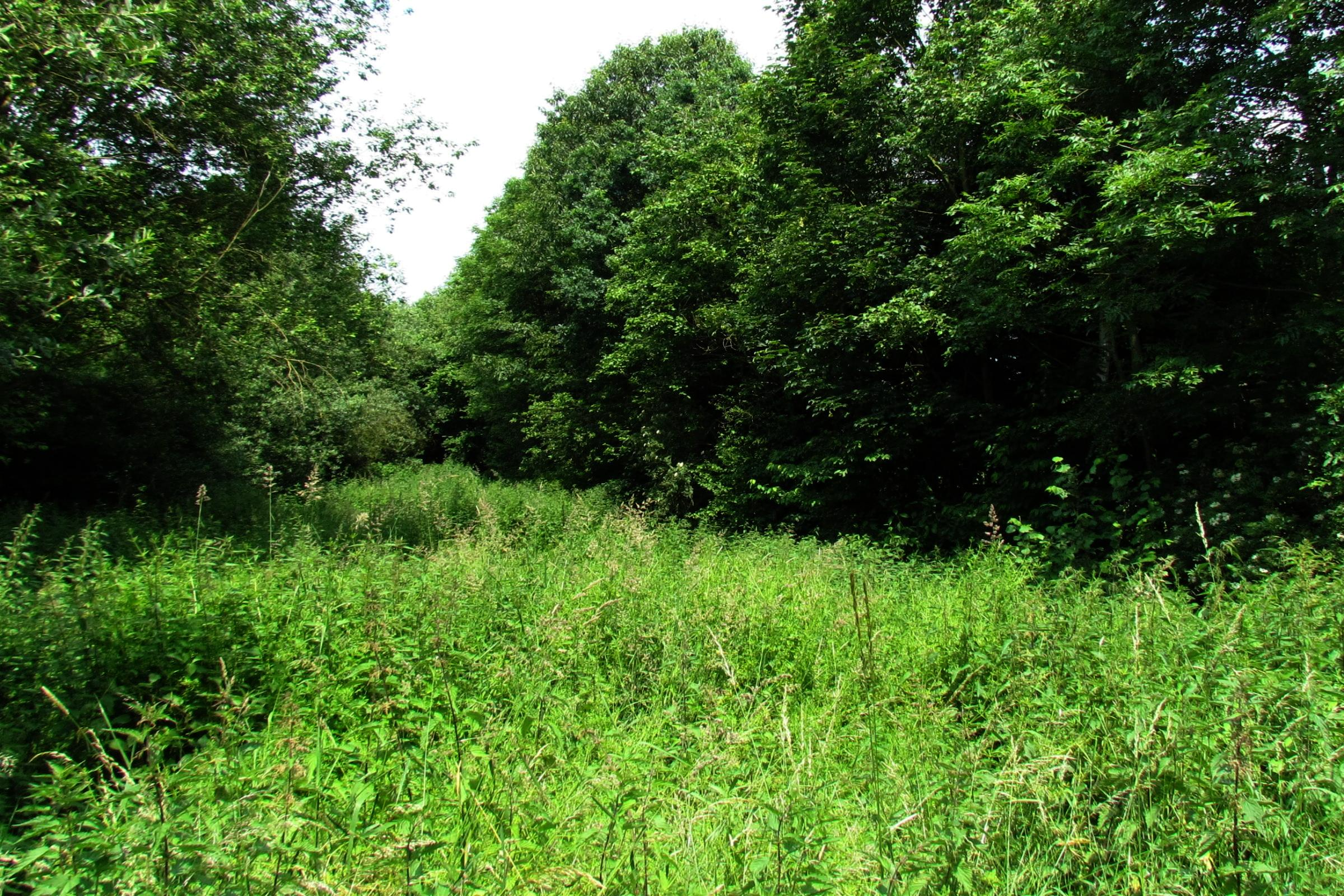
Regenrückhaltebecken
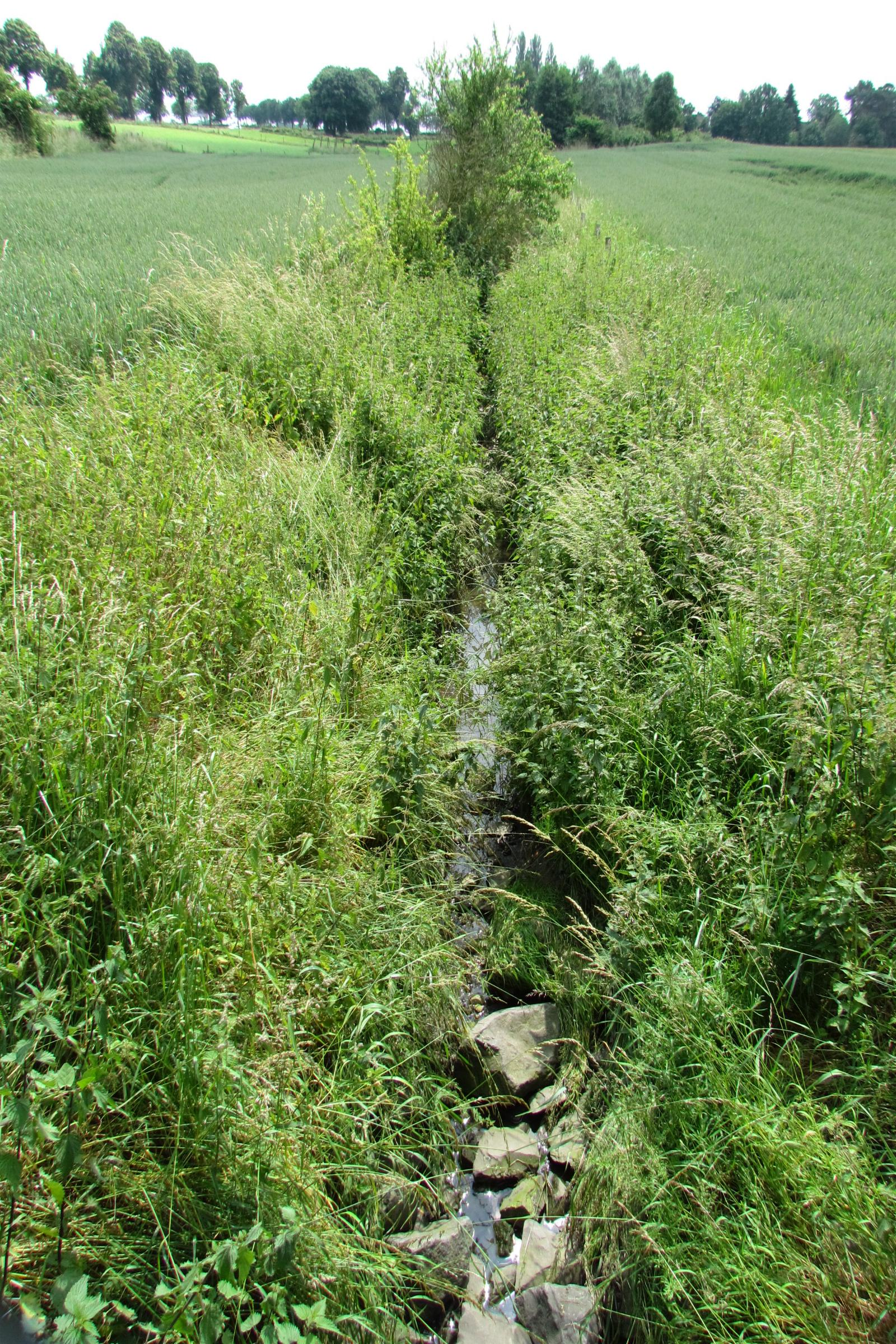
Bachverlauf nach Grotenrath
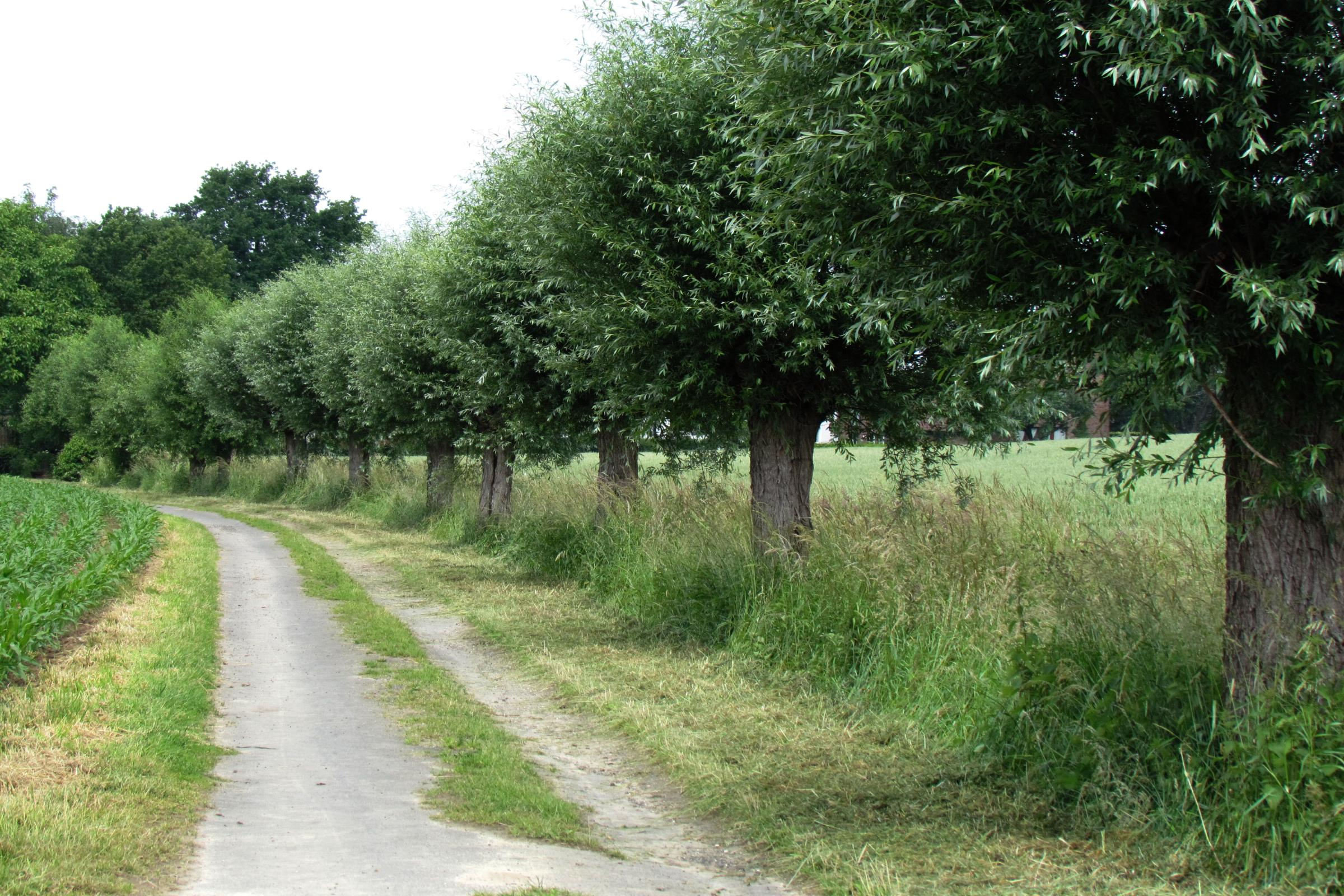
Kopfweiden zwischen Bach und Weg
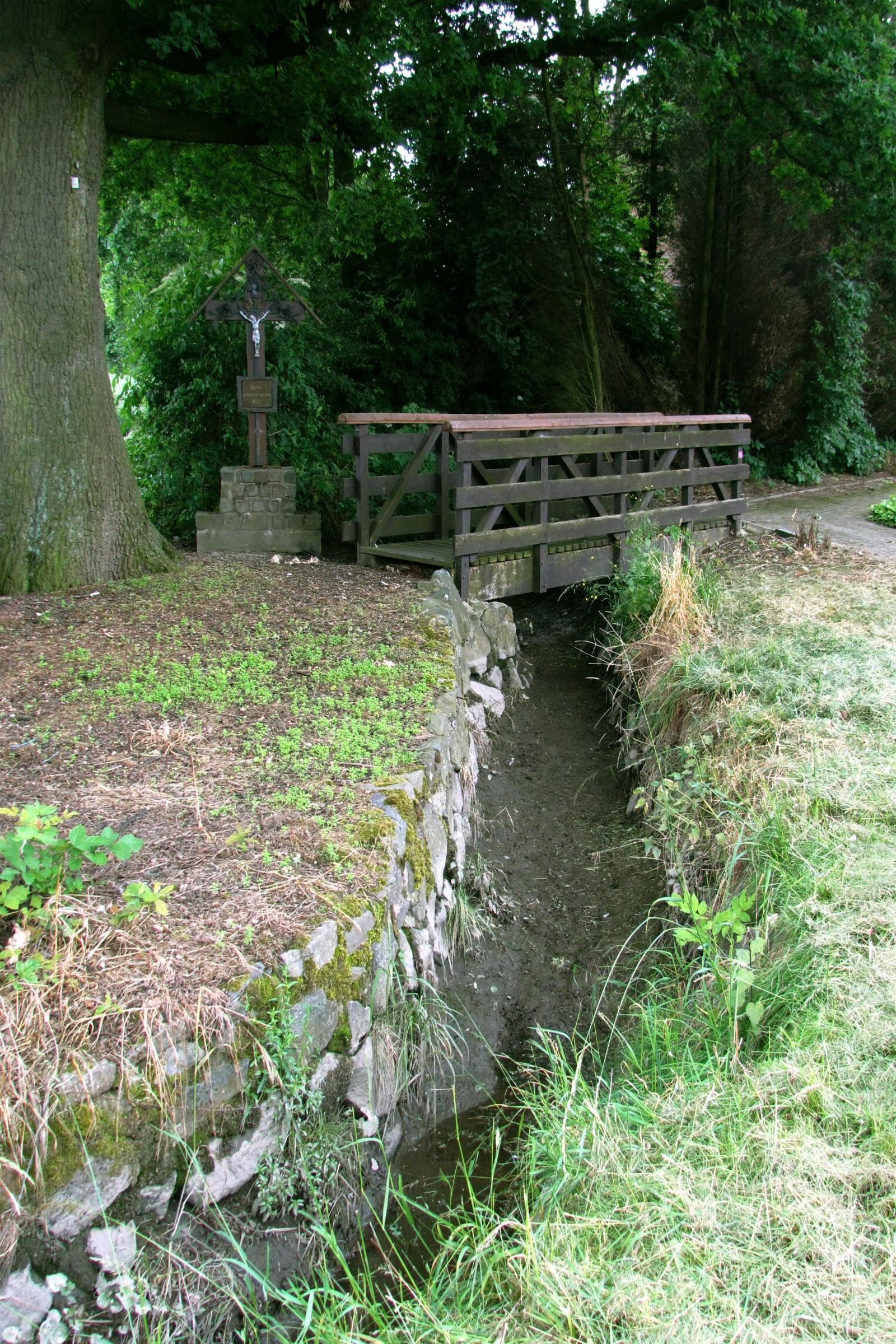
Rodebach in Grotenrath
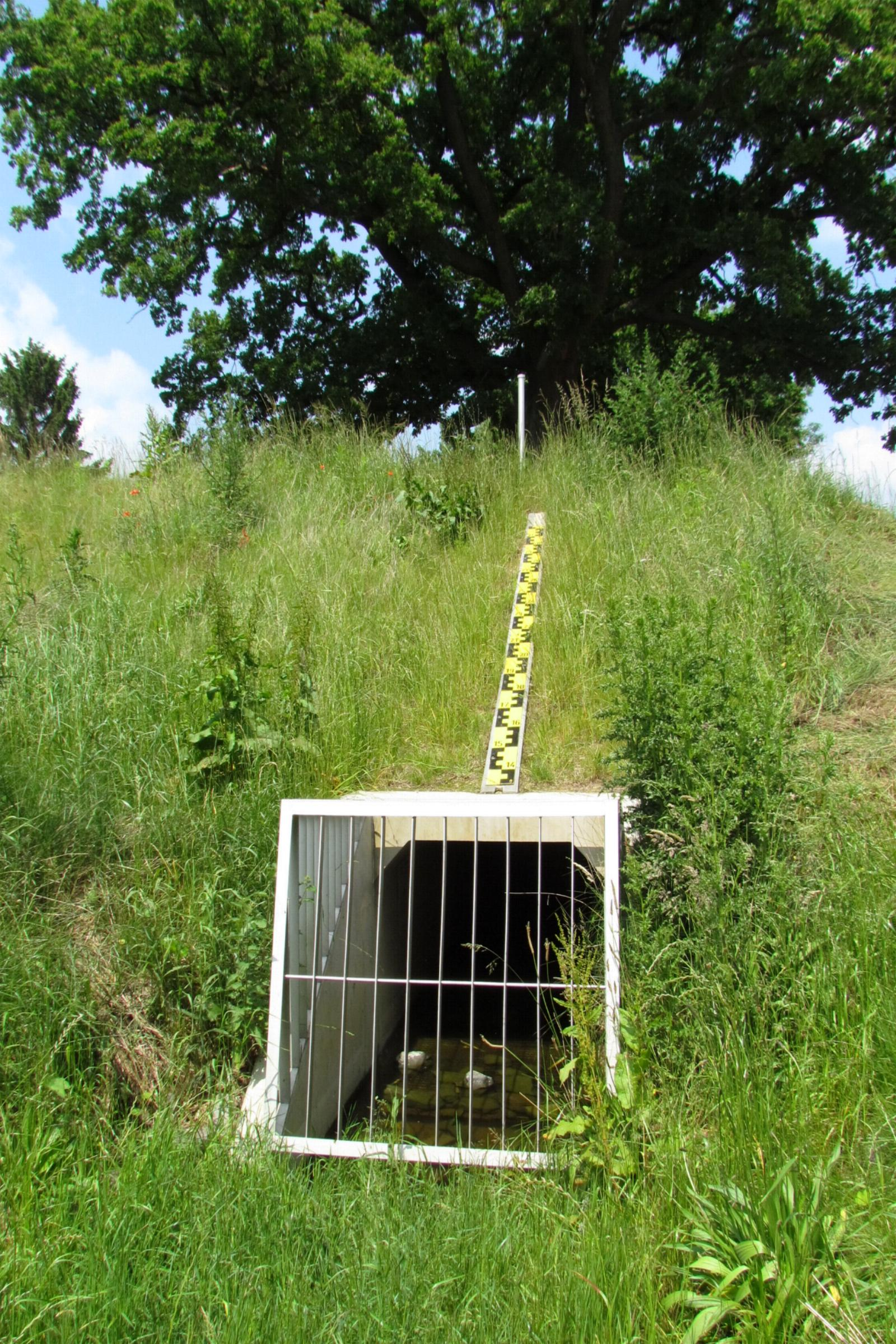
Bachregulierung und Pegelmessung in Gillrath
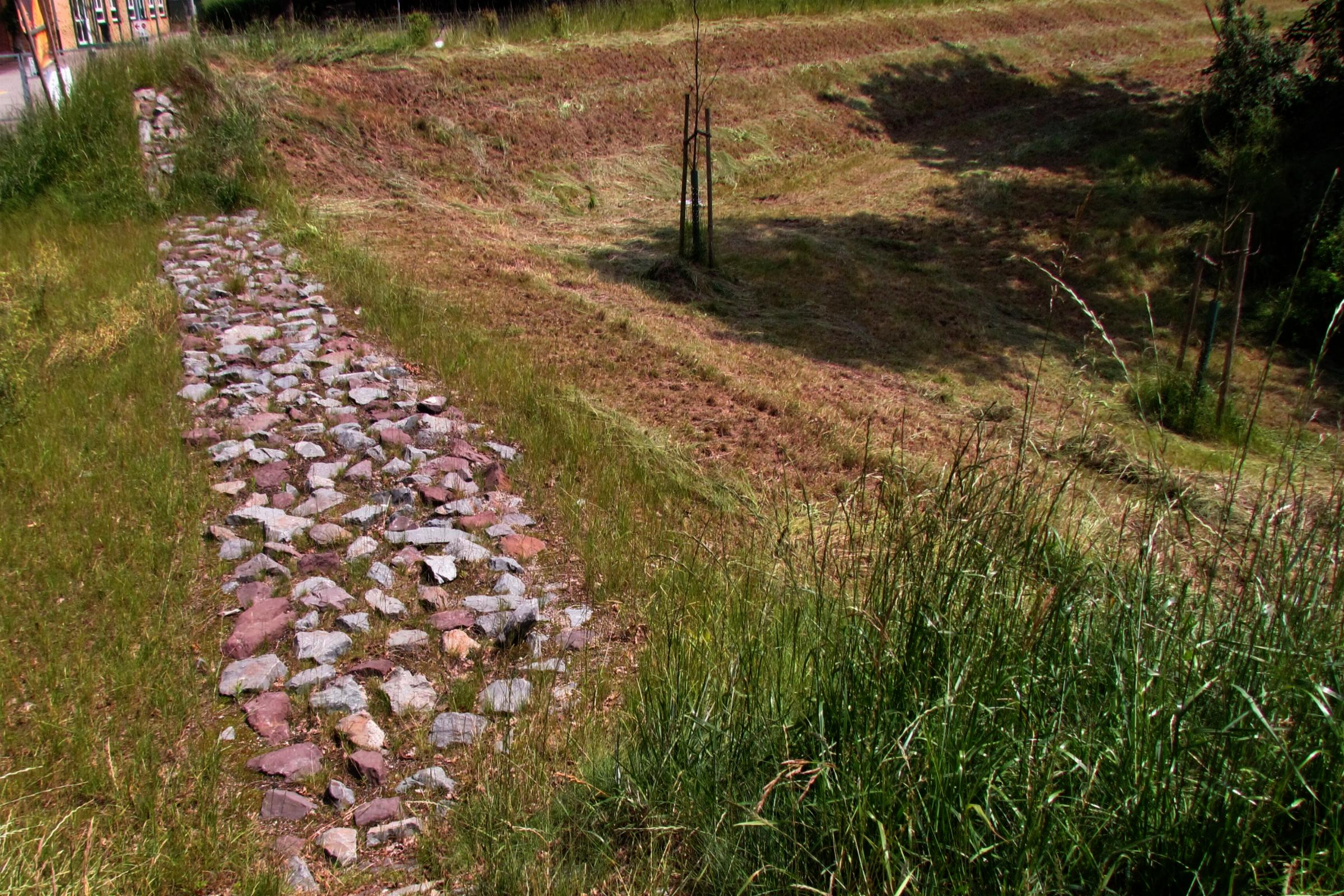
Biotop und Rückhaltebecken
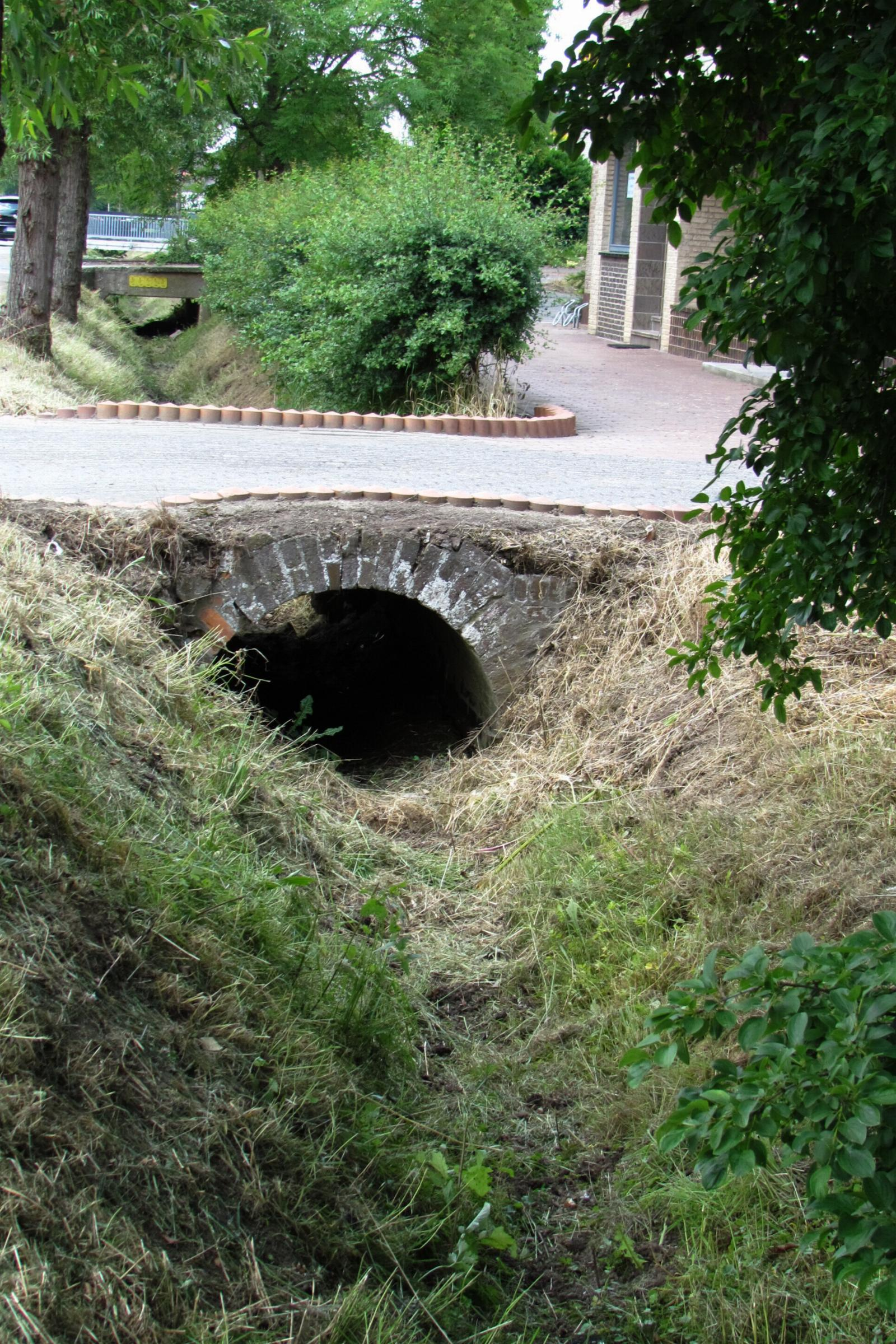
Straßenübergänge in Gillrath
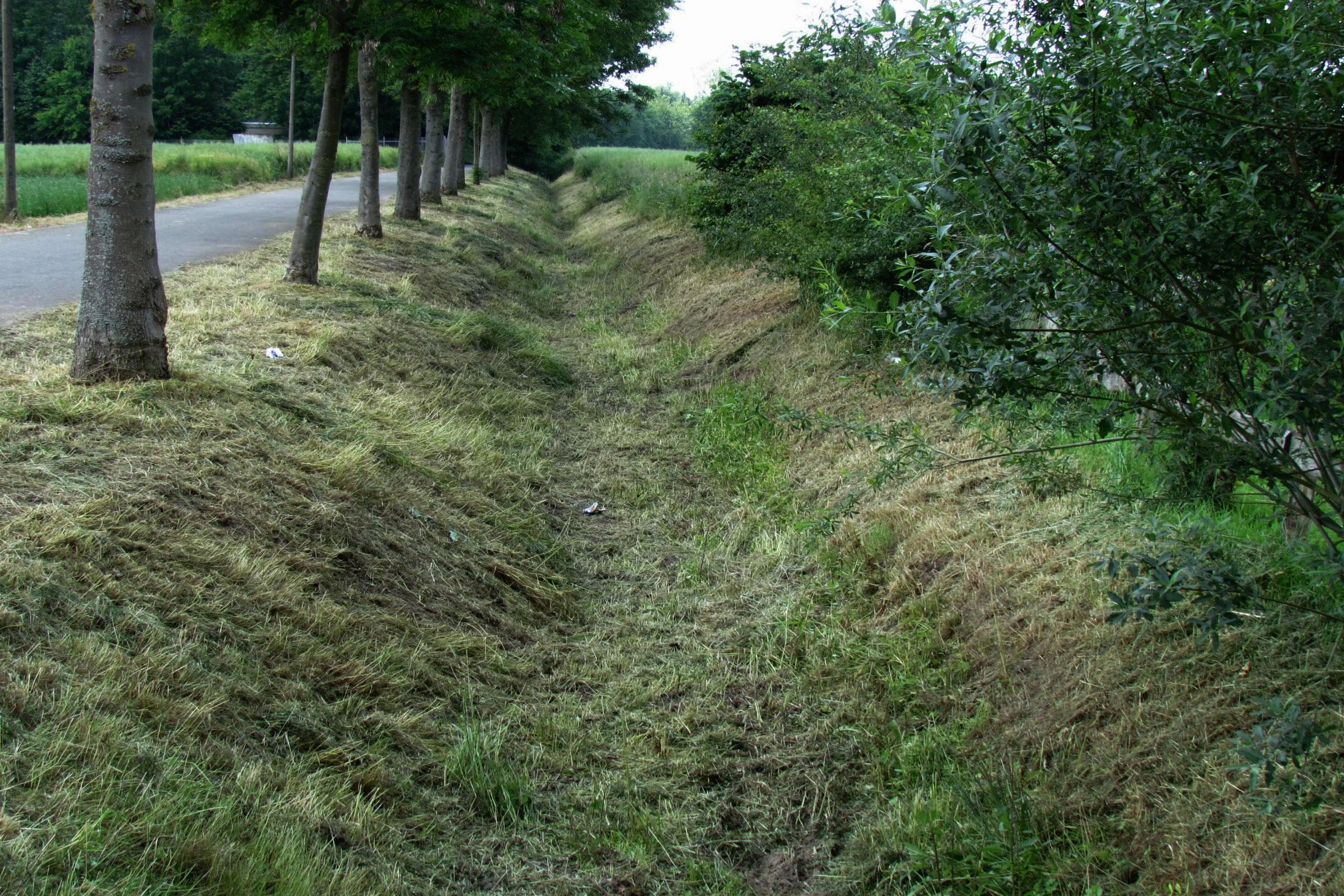
Bachverlauf vor Stahe
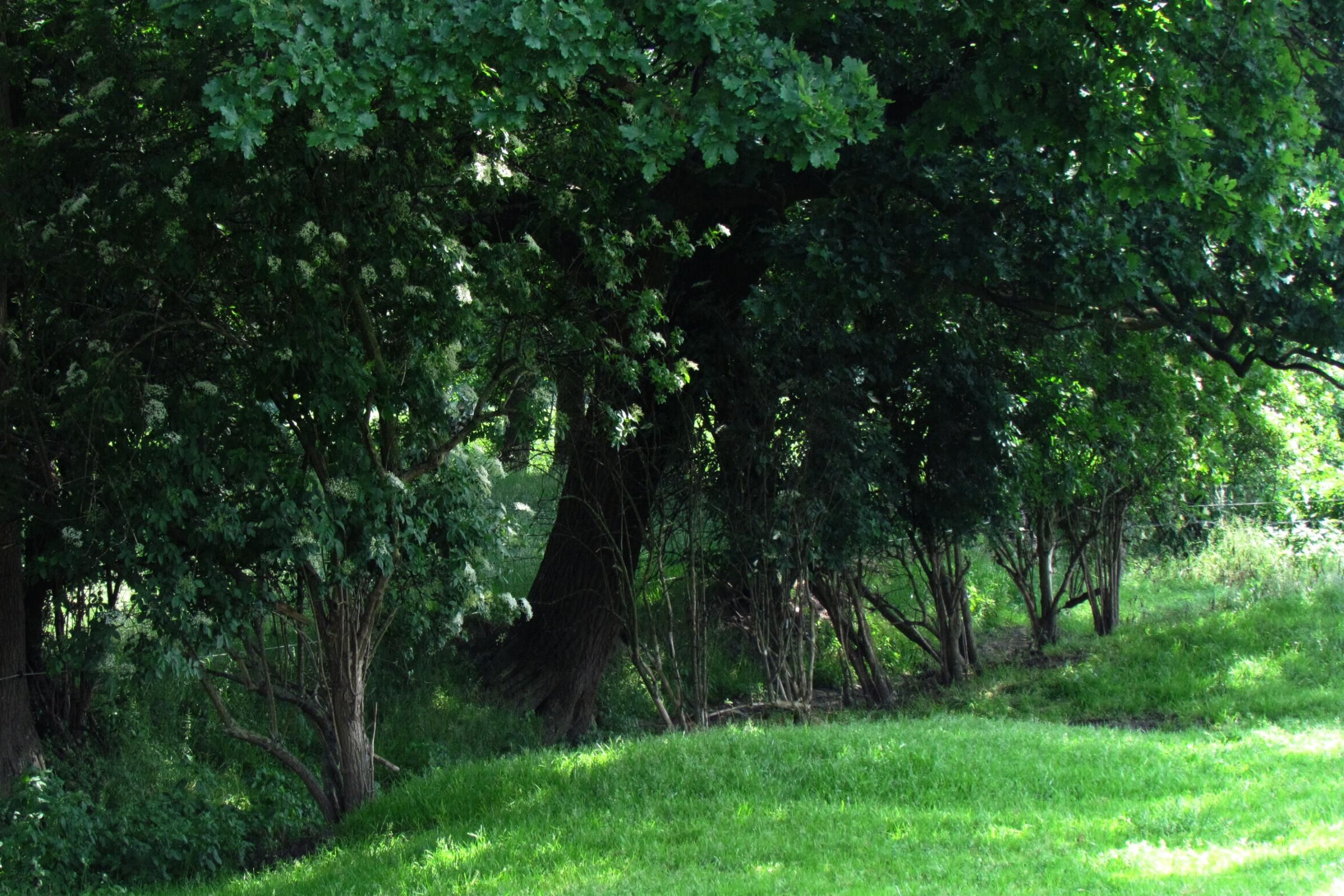
Krümmelbach bei Stahe
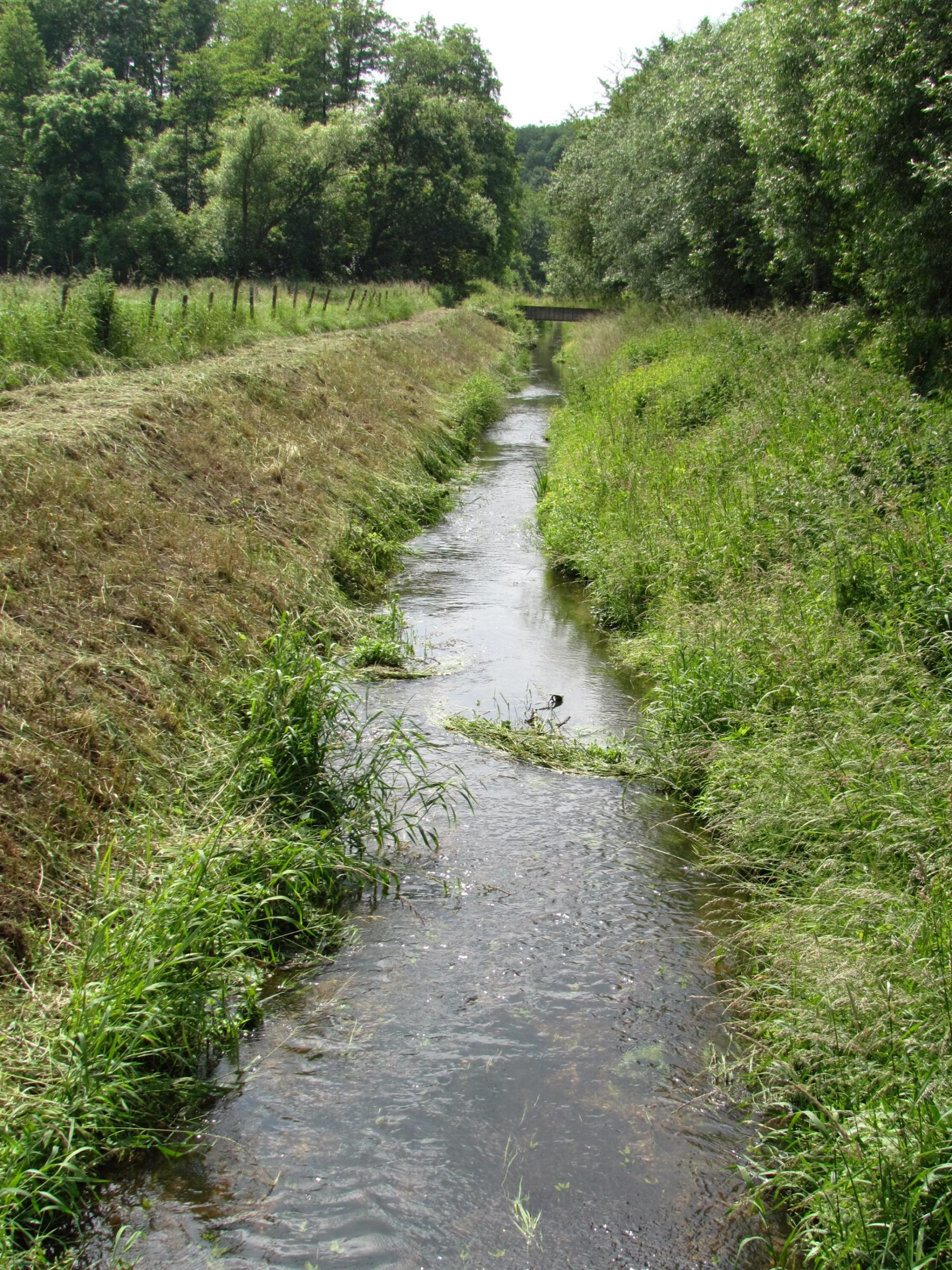
Rodebach an der Etzenrather Mühle
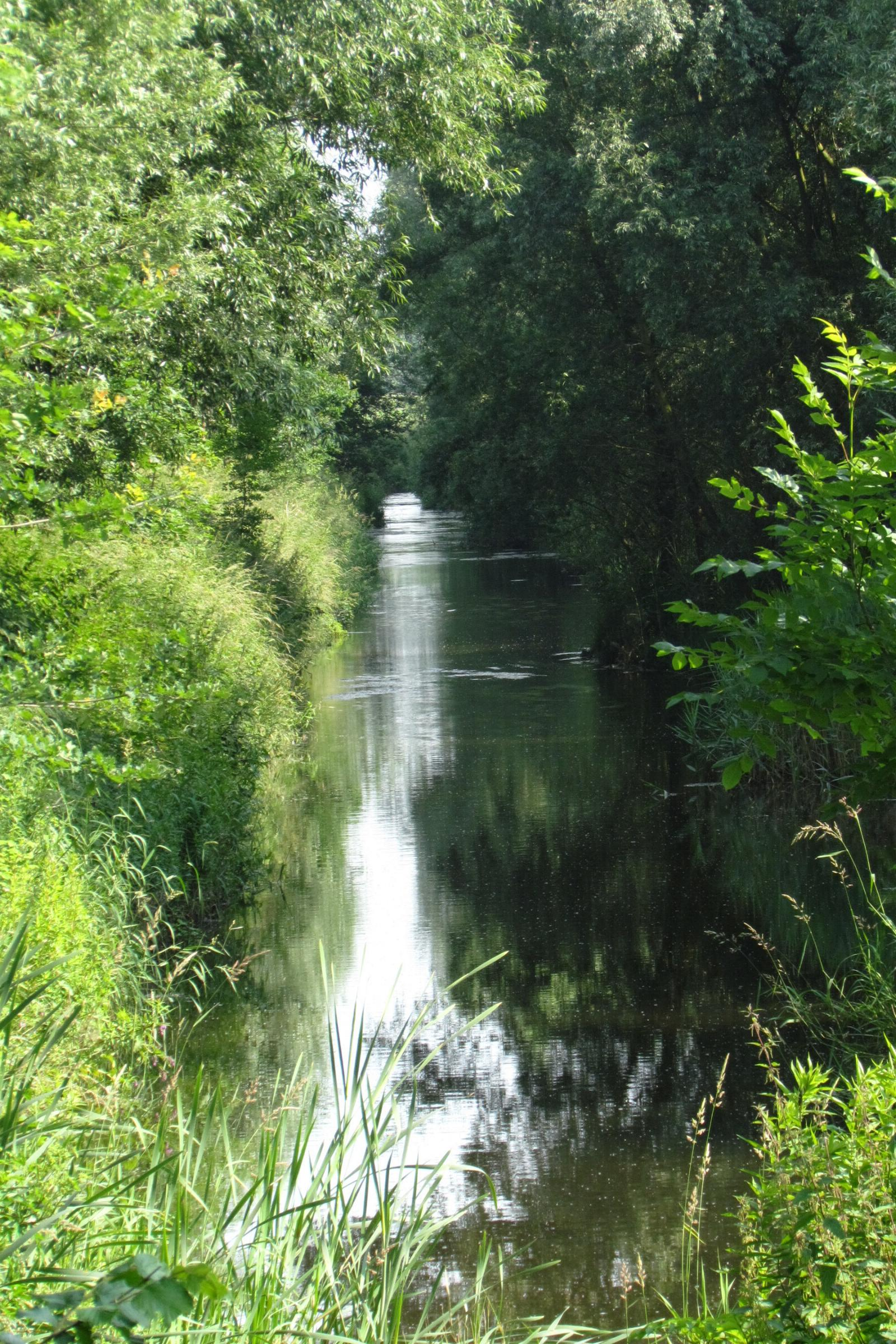
In der Nähe der Millener Mühlen